# NGC 5408
NGC 5408 est une petite galaxie irrégulière de type magellanique située dans la constellation du Centaure. Sa vitesse par rapport au fond diffus cosmologique est de 739 ± 17 km/s, ce qui correspond à une distance de Hubble de 10,89 ± 0,80 Mpc (∼35,5 millions d'al). NGC 5408 a été découverte par l'astronome britannique John Herschel en 1834.

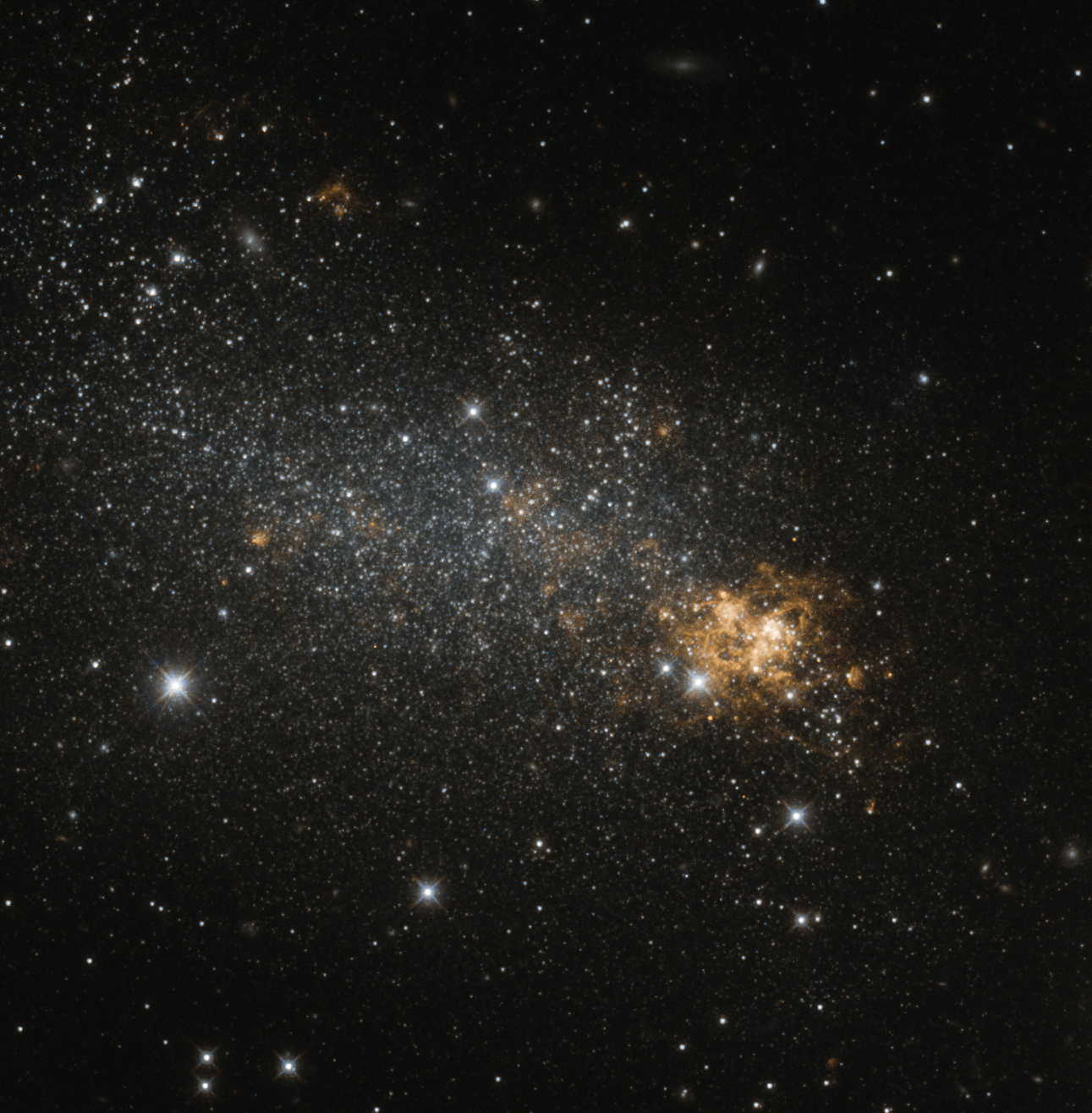
NGC 5408 par le télescope spatial Hubble.

La classe de luminosité de NGC 5408 est V-VI et elle présente une large raie HI. Elle renferme également des régions d'hydrogène ionisé.

## Distance de NGC 5408
À ce jour, quatre mesures non basées sur le décalage vers le rouge (redshift) donnent une distance de 4,980 ± 0,232 Mpc (∼16,2 millions d'al). Cette distance est sans doute plus près de la réalité que la distance de Hubble. Les galaxies du  groupe de Centaurus A sont rapprochées du Groupe local et on ne peut utiliser la loi de Hubble-Lemaître pour déterminer leur distance. On obtient d'ailleurs des distances de Hubble pour toutes les galaxies de ce groupe plus grandes que les distances obtenues par des méthodes indépendantes du décalage, en moyenne, presque trois fois plus grandes. Ces galaxies s'éloignent donc de la Voie lactée et leur vitesse propre s'ajoute à la vitesse de récession causée par l'expansion de l'Univers.

## Groupe de Centaurus A
Selon A. M. Garcia, NGC 5408 fait partie du Groupe de Centaurus A (NGC 5128 dans l'article de Garcia). Ce groupe de galaxies compte au moins 8 membres. Les autres membres du groupe sont NGC 4945, NGC 5128, NGC 5206, NGC 5237, ESO 270-17, ESO 324-24 et ESO 325-11.